# سيفيرينو رييس
سيفيرينو رييس هو كاتب مسرحي فلبيني، ولد في 11 فبراير 1861 في سانتا كروز ‏ في الفلبين، وتوفي في 15 سبتمبر 1942.